# 鼎邊趖

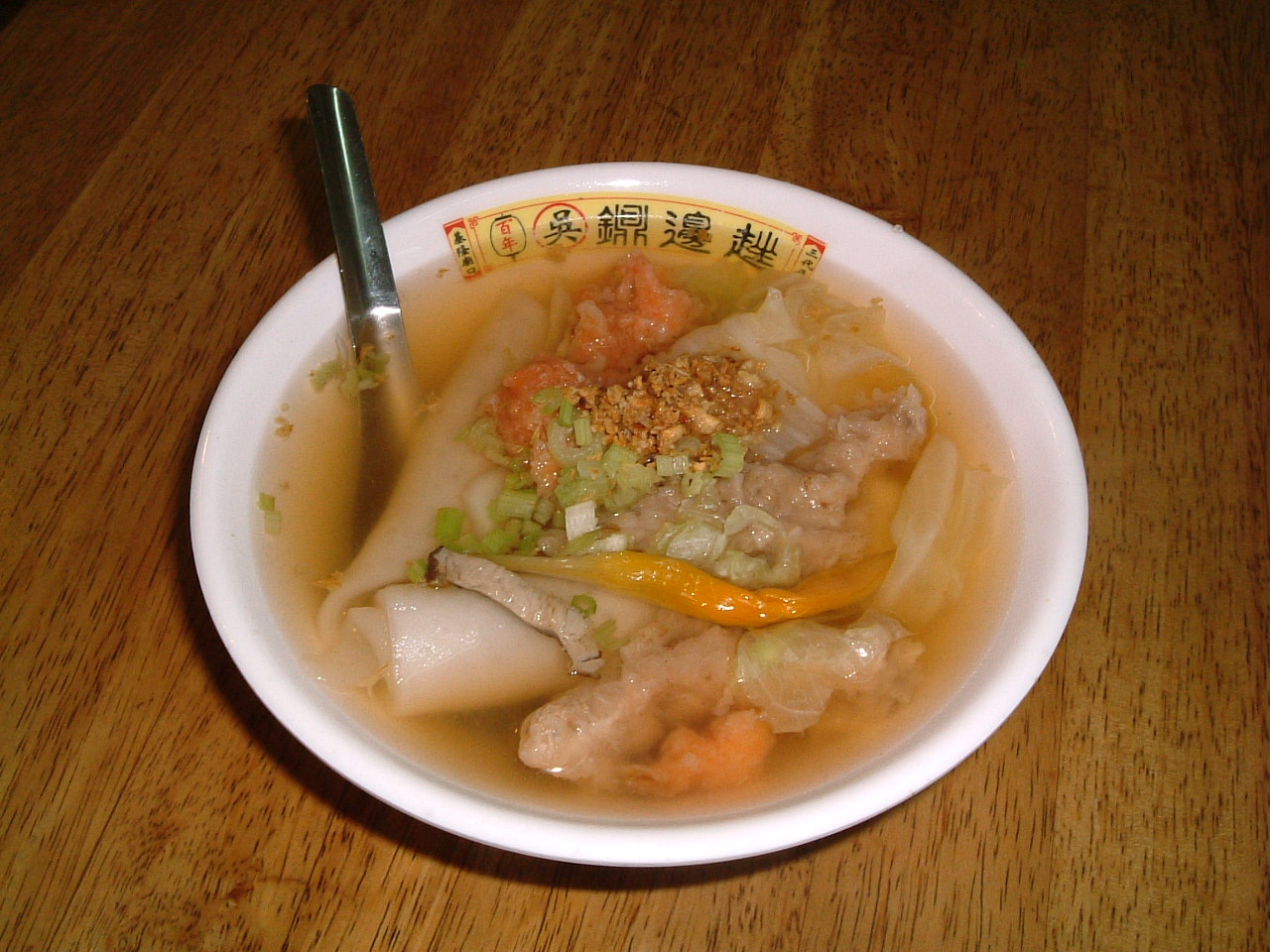
一碗鼎邊趖

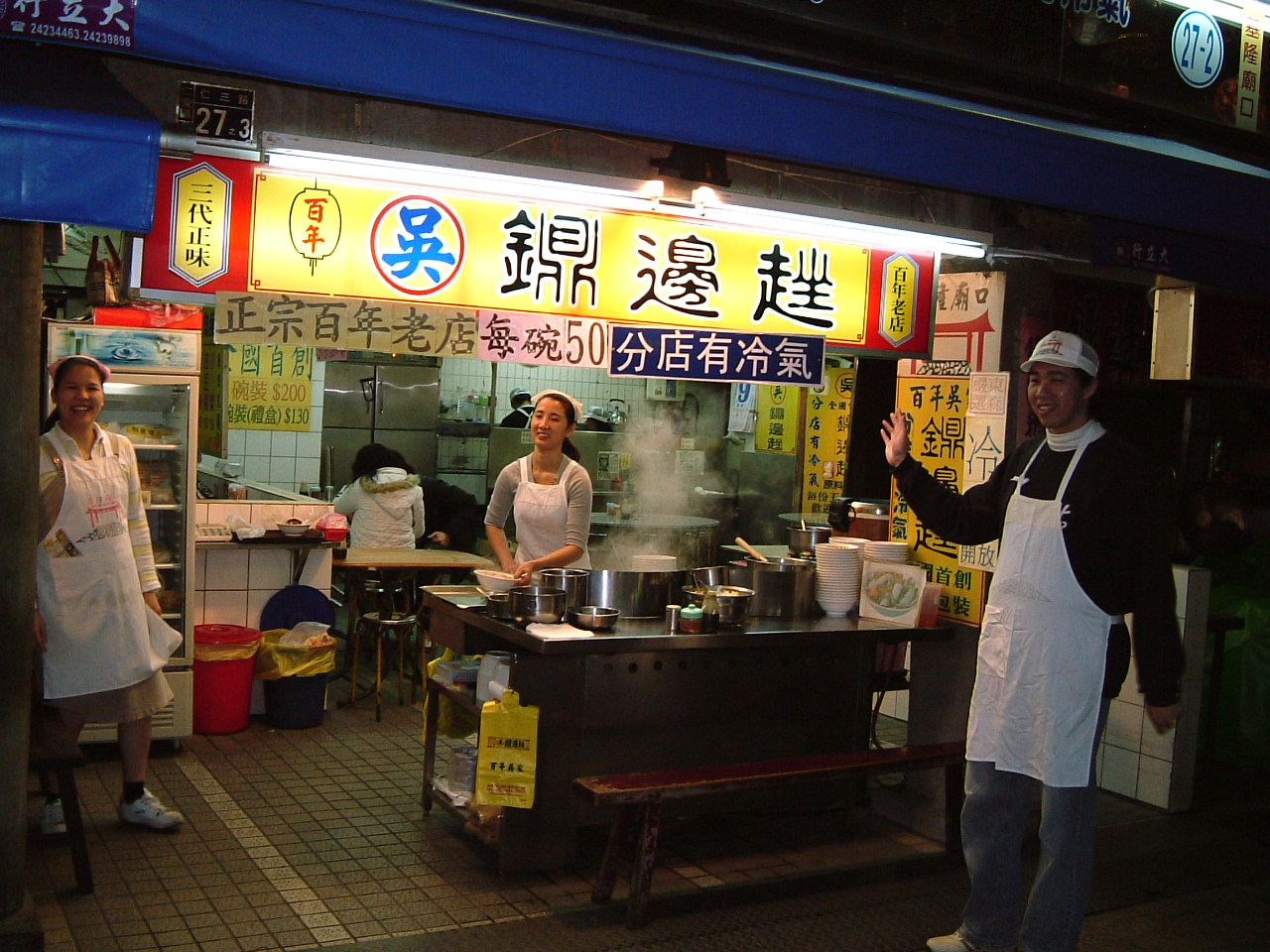
位於基隆市仁三路的一家鼎邊趖攤位

鼎邊趖（臺羅：tiánn-pinn sô，白話字：tiáⁿ-piⁿ-sô），也常誤作鼎邊銼，原於福州稱鼎邊糊（平話字：diāng-biĕng-gù）、鍋邊、鼎邊。米食小吃，源於福州，係福州傳統小食，流行於福建、台灣等地。於台灣當地，以台北、台南與基隆廟口夜市、桃園夜市等地所製最為著名。

## 作法
以在來米磨作米漿，鼎中置水，鼎邊添火加熱，以芋頭或白蘿蔔沾油抹鍋後，米漿沿鼎邊翻滾，遇蒸氣而凝固，蒸烤成形。所謂「趖」，為閩南語詞彙，原義為蠕動、游動，在此即指米漿沿鼎邊翻滾的動作。成形的「趖」，風乾後撕剪成塊狀。烹煮時，時常搭配蝦仁羹、肉羹等煮成湯食，亦可搭配其他食材，包括金針菇、香菇、魷魚、丁香、竹筍、金勾蝦、高麗菜、蒜頭酥、芹菜…等，桃園的則是蝦羹、肉羹、筍片、香菇、魷魚、金針花、韭菜花等。
除上述料理方式外，「趖」亦可加以炒、煮料理，吃法十分多元。

## 外部連結
- 【美食典故】鼎邊趖的由來 （页面存档备份，存于）
- 鼎邊銼 - 教育百科
- 鼎邊趖 口感滑溜湯頭鮮 | 蘋果日報 （页面存档备份，存于）
- 微笑台灣：廟口飄香 尋覓百年吳家鐤邊趖 （页面存档备份，存于）